# Манчестер (Илиноис)
Манчестер (енгл. Manchester) град је у америчкој савезној држави Илиноис.

## Демографија
По попису из 2010. године број становника је 292, што је 62 (-17,5%) становника мање него 2000. године.
| Група             | 2000.        | 2010.       |
| Белци             | 354 (100,0%) | 289 (99,0%) |
| Афроамериканци    | 0 (0,0%)     | 0 (0,0%)    |
| Азијати           | 0 (0,0%)     | 0 (0,0%)    |
| Хиспаноамериканци | 0 (0,0%)     | 1 (0,3%)    |
| Укупно            | 354          | 292         |